# Socorro (Texas)
Socorro ist eine Stadt im El Paso County im US-Bundesstaat Texas. Die Stadt ist Teil der Metropolregion von El Paso. Das U.S. Census Bureau hat bei der Volkszählung 2020 eine Einwohnerzahl von 34.306 ermittelt.

## Geschichte
Socorro wurde 1680 von Indianern der Stämme Piro und Manso gegründet, die vor dem Pueblo-Aufstand im nördlichen Neumexiko flohen. Sie erhielt ihren Namen von Socorro, der Stadt in Zentral-Neu-Mexiko, aus der die Indianer stammten, die von den Spaniern aufgrund der hilfsbereiten Haltung der Piro gegenüber den Spaniern zum Zeitpunkt des ersten Kontakts den Namen Socorro (spanisch für "Hilfe" oder "Beistand") erhalten hatten. Das wahrscheinliche Datum einer Messe, die in der Missionskirche Nuestra Señora de la Limpia Concepción del Socorro gefeiert wurde, der 13. Oktober 1680, gilt als Gründungsdatum der Stadt in Texas. Socorro wurde erstmals 1871 zur Stadt erhoben und wurde 1985 als Reaktion auf einen Annexionsversuch des benachbarten El Paso zum zweiten Mal eine Stadt.

## Demografie
Nach der einer Schätzung von 2019 leben in Socorro 34.370 Menschen. Die Bevölkerung teilt sich im selben Jahr auf in 77,0 % Weiße, 0,4 % Afroamerikaner, 1,7 % amerikanische Ureinwohner, 0,1 % Asiaten und 1,6 % mit zwei oder mehr Ethnizitäten. Hispanics oder Latinos aller Ethnien machten 96,3 % der Bevölkerung von Socorro aus. Das mittlere Haushaltseinkommen lag bei 38.111 US-Dollar und die Armutsquote bei 23,7 %.
| Jahr | Einwohner¹ |
| ---- | ---------- |
| 1890 | 801        |
| 1910 | 1.147      |
| 1990 | 22.995     |
| 2000 | 27.152     |
| 2010 | 32.013     |
| 2020 | 34.306     |

¹ 1890 – 2020: Volkszählungsergebnisse